# Megan Courtney
Megan Eileen Courtney, coniugata Lush (Kettering, 27 ottobre 1993), è una pallavolista statunitense, schiacciatrice delle Columbus Fury.

## Carriera

### Club
La carriera di Megan Courtney inizia nel 2008, giocando per quattro annate con la Archbishop Alter HS. Terminate le scuole superiori, entra a far parte della squadra di pallavolo femminile della Penn State, prendendo parte alla NCAA Division I dal 2012 al 2015, vincendo il titolo prima nel 2013 e poi 2014, venendo in questo caso eletta MVP delle finali, raccogliendo comunque diversi riconoscimenti individuali nel corso della sua carriera universitaria.
Firma il suo primo contratto professionistico per la Liga de Voleibol Superior Femenino 2016, andando a giocare in Porto Rico con le Leonas de Ponce. Nella stagione 2016-17 approda in Polonia, dove disputa la Liga Siatkówki Kobiet con l'Impel di Breslavia.
Nella stagione 2017-18 firma per il Çanakkale, club della Sultanlar Ligi turca, senza tuttavia poter mai scendere in campo a causa di un infortunio, mentre in quella 2018-19 si accasa al club italiano del Bergamo, in Serie A1. Rimane nella massima divisione italiana anche nell'annata 2019-20, che disputa con la maglia dell'AGIL di Novara, in quella 2020-21 con la Savino Del Bene di Scandicci e ancora in quella 2021-22 con l'Imoco, con cui vince la Supercoppa italiana, venendo premiata come MVP, la Coppa Italia e lo scudetto.
Dopo una pausa per maternità, torna in campo in patria, dove partecipa alla Pro Volleyball Federation 2024 con le Columbus Fury.

### Nazionale
Nell'estate del 2016 fa il suo debutto nella nazionale statunitense, vincendo la medaglia di bronzo alla Coppa panamericana, torneo nel quale vince la medaglia d'oro nell'edizione seguente, seguita da quella di bronzo alla Grand Champions Cup 2017, torneo nel quale viene impiegata nel ruolo di libero. Vince poi la medaglia d'oro alla Volleyball Nations League 2019, dove viene premiata come miglior libero, seguita dall'argento alla Coppa del Mondo 2019 e al campionato nordamericano 2019.
Nel 2021 conquista la medaglia d'oro alla Volleyball Nations League.

## Palmarès

### Club
- NCAA Division I: 2

2013, 2014
- Campionato italiano: 1

2021-22
- Coppa Italia: 1

2021-22
- Supercoppa italiana: 1

2021

### Nazionale (competizioni minori)
- Coppa panamericana 2016
- Coppa panamericana 2017

### Premi individuali
- 2014 - NCAA Division I: Oklahoma City National MVP
- 2015 - All-America Second Team
- 2015 - NCAA Division I: Des Moines Regional All-Tournament Team
- 2019 - Volleyball Nations League: Miglior libero
- 2021 - Supercoppa italiana: MVP